# Aeropuerto de Dubrovnik
El Aeropuerto de Dubrovnik (en croata: Zračna luka Dubrovnik) (IATA: DBV, OACI: LDDU), también llamado Aeropuerto de Čilipi es un aeropuerto situado en la localidad de Dubrovnik, en Croacia. Es uno de los principales aeropuertos del país, junto al de Zagreb y el de Split. El objetivo del aeropuerto es conectar Dubrovnik con otros países, ya que esta ciudad es una importante fuente de recursos turísticos para el país.

## Historia
La historia del aeropuerto se puede dividir en dos períodos, uno empezando el año 1936, donde se situaba el antiguo aeropuerto en la localidad de Gruda, Konavle, después de la Segunda Guerra Mundial se trasladó hasta las actuales dependencias cerca de la villa de Čilipi. Después de 1991, y tras la guerra que afectó a la ex Yugoslavia, y especialmente en el asedio de Dubrovnik, el aeropuerto estaba casi totalmente destruido. El nuevo estado croata lo reconstruyó, en el año 2010 se inauguró la remodelación, lo que lo convirtió en un aeropuerto con tecnología e infraestructura punta.

## Plana mayor del aeropuerto
El Director del aeropuerto, es Roko Tolić, el actual director de tránsito es Miho Miljanić.

## Terminal, aerolíneas y destinos

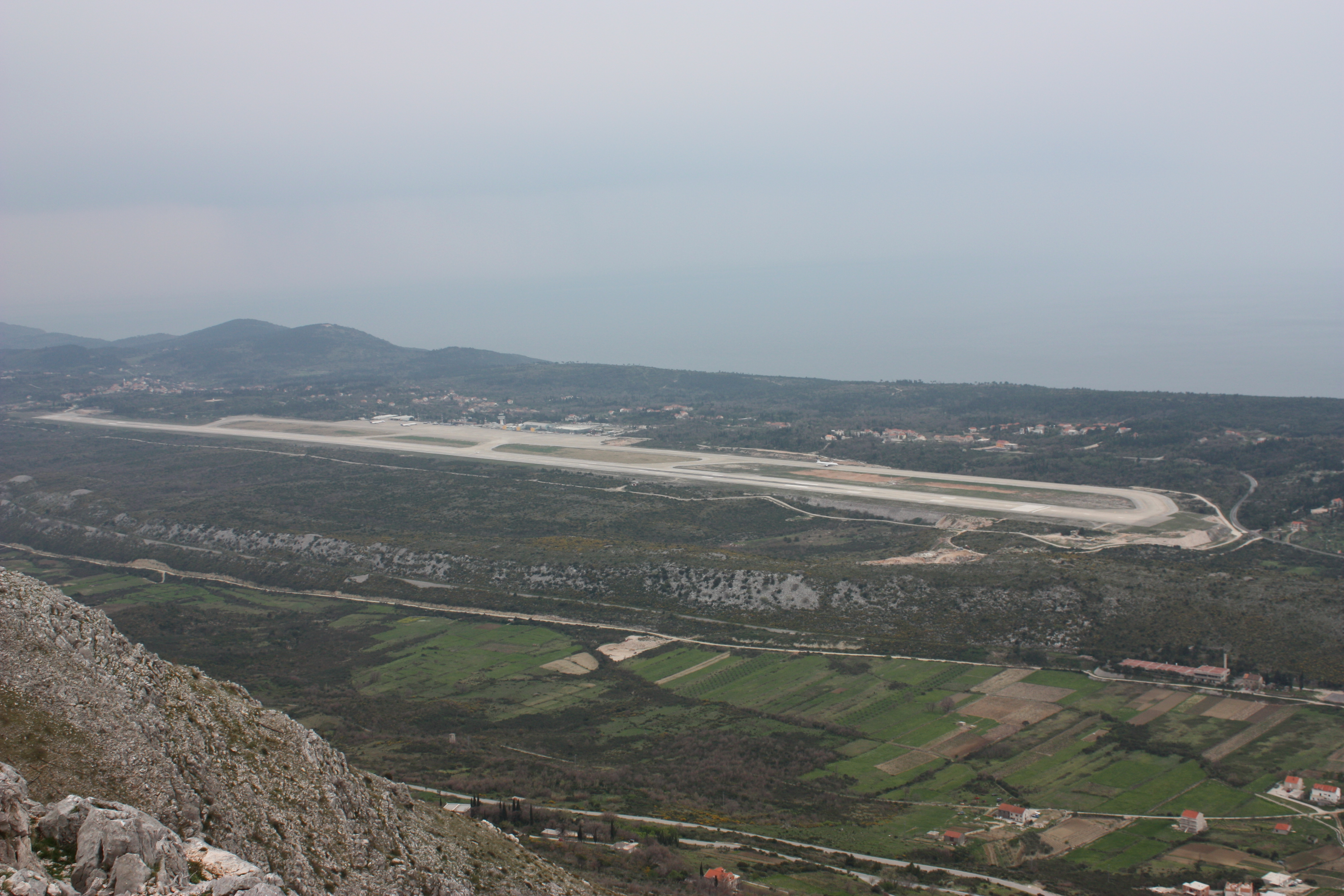
Pista del aeropuerto de Dubrovnik

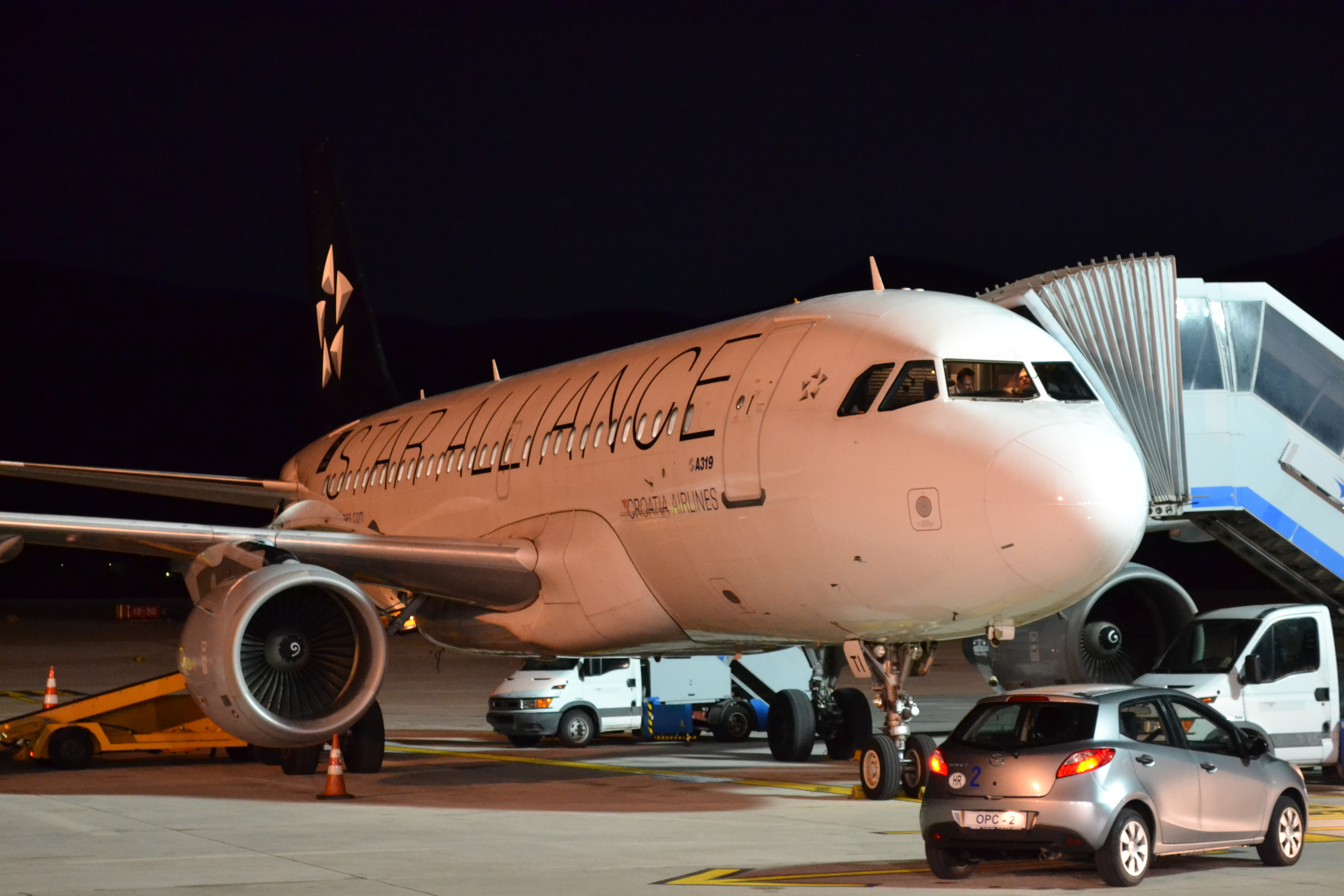
Airbus A320 de Croatia Airlines en el Aeropuerto Internacional de Dubrovnik, Croacia

Se encuentra en construcción una nueva terminal aeroportuaria de 36.500 m² con cuatro pasarelas telescópicas; teniendo prevista una capacidad anual de 3,5 millones de pasajeros. Están previstas nuevas actuaciones desde 2011.
La terminal, una vez sea concluida será la mayor de Croacia. Los planes de construcción futuros estudian la creación de un gran espacio comercial y un hotel de cuatro estrellas, y los planes a largo plazo estudian la creación de una nueva pista de aterrizaje y la conversión de la pista de aterrizaje actual en una calle de rodaje.
Actualmente, el aeropuerto cuenta con las siguientes aerolíneas y destino:
| Aerolíneas                                      | Destinos |
| ----------------------------------------------- | --- |
| Aer Lingus                                      | Estacional: Dublín |
| Aerogenesis Air Services                        | Estacional: Atenas |
| AlbaStar                                        | Chárter Estacional: Asturias |
| American Airlines                               | Filadelfia (Estacional) |
| Atlasjet                                        | Estambul-Atatürk |
| Austrian Airlines                               | Estacional: Viena |
| BH Air                                          | Estacional: Birmingham, Exeter, Mánchester |
| British Airways                                 | Londres-Gatwick |
| Croatia Airlines                                | Fráncfort, Estambul-Ataturk , Roma-Fiumicino, Split, Zágreb Estacional: Atenas, Belgrado , Dússeldorf, París-Charles de Gaulle, Tel Aviv, Venecia-Marco Polo, Viena, Zúrich |
| DanubeWings                                     | Estacional: Bratislava |
| Dubrovnik Airlines                              | Estambul-Sabiha Gökçen, Madrid, Milán-Malpensa, Mánchester, Nantes, París-Charles de Gaulle, Split Estacional: Atenas, Belfast Internacional, Berlín-Brandeburgo, Cork, Ginebra, Knock, Lisboa, Lyon, Marsella, Palma de Mallorca, París-Orly, Roma-Fiumicino, Shannon, Estrasburgo, Tel Aviv, Zúrich |
| easyJet                                         | Londres-Stansted, Londres-Luton Estacional: Liverpool, Londres-Gatwick |
| easyJet Europe                                  | Roma-Fiumicino Estacional: Berlín-Brandeburgo, Milán-Malpensa, París-Orly |
| easyJet Switzerland                             | Estacional: Ginebra |
| Europe Airpost                                  | Estacional: Dublín |
| Eurowings                                       | Estacional: Berlín-Brandeburgo, Colonia/Bonn, Hanover |
| Iberia                                          | Estacional: Madrid |
| Iberia operada por Iberia Regional, Air Nostrum | Estacional: Bilbao |
| Israir                                          | Estacional: Tel Aviv |
| Jet2                                            | Estacional: Belfast-Internacional, Edimburgo, Leeds-Bradford, Mánchester |
| Level                                           | Barcelona |
| LOT Polish Airlines                             | Estacional: Gdańsk, Varsovia |
| Lufthansa Regional operado por Augsburg Airways | Estacional: Múnich |
| Lufthansa Regional operado por Eurowings        | Estacional: Dússeldorf |
| Norwegian Air Shuttle                           | Estacional: Bergen, Copenhague, Oslo-Gardermoen, Stavanger, Estocolmo-Arlanda, Trondheim |
| Pragusa.One                                     | Nueva York-JFK |
| SAS Scandinavian Airlines                       | Estacional: Oslo-Gardermoen |
| TAP Portugal                                    | Lisboa |
| TAROM                                           | Estacional: Bucarest-Henri Coandă |
| TUI Airways                                     | Estacional: Birmingham, Londres-Gatwick, Mánchester |
| TUI fly Belgium                                 | Estacional: Bruselas |
| Ukraine International Airlines                  | Kiev-Boryspil, Donetsk |
| Vueling Airlines                                | Estacional: Barcelona |
| Wizz Air                                        | Estacional: Londres-Luton |

## Véase también

Mapa que muestra la ubicación de los Aeropuertos de Croacia.

## Enlaces externos

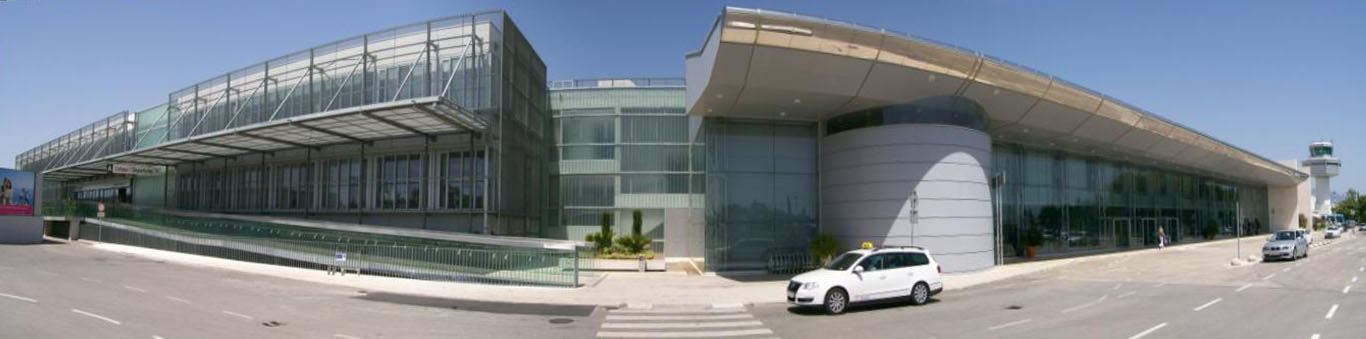
Panorámica del aeropuerto de Dubrovnik.